# Werner Forssmann

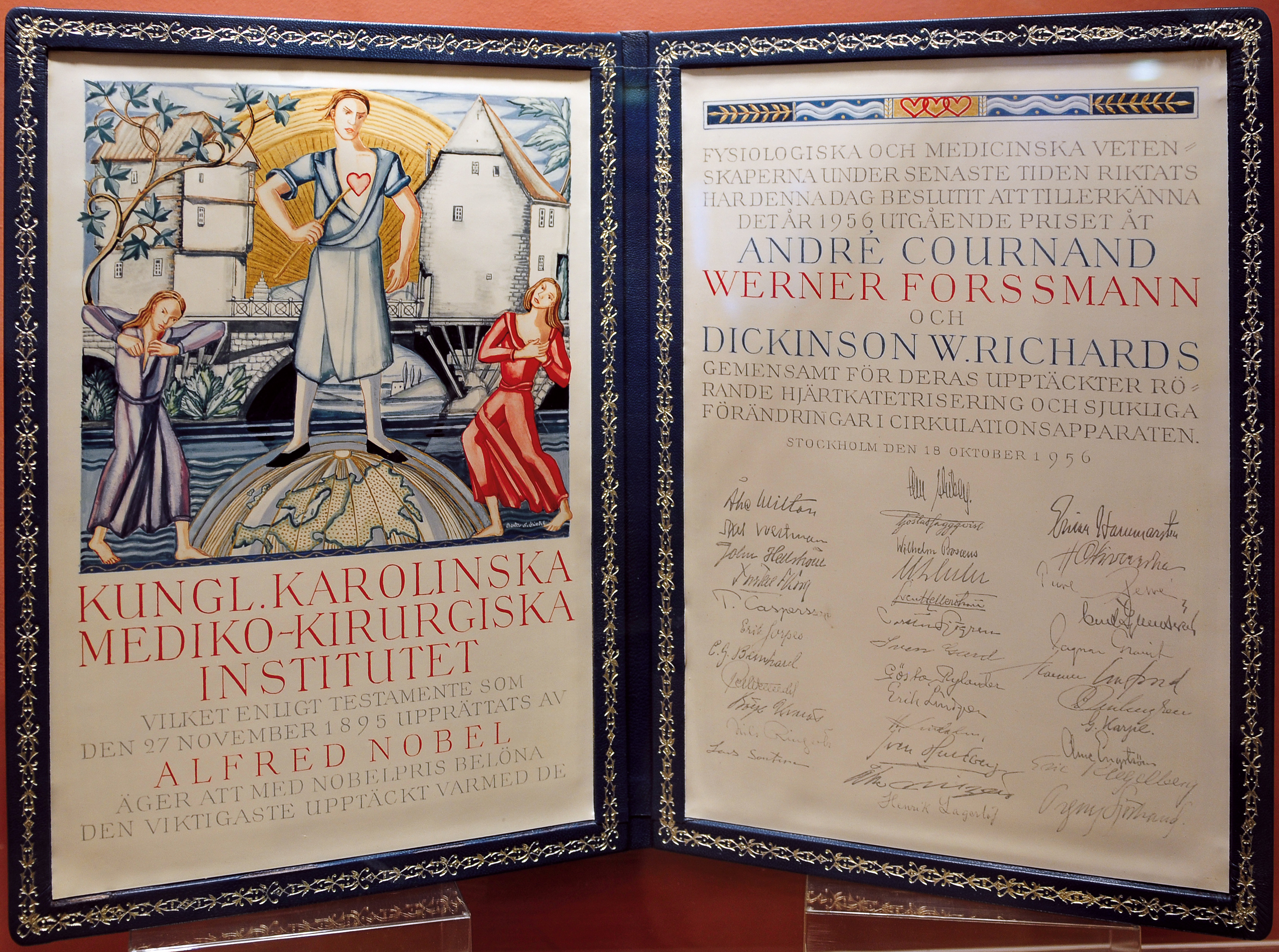
Diploma del Premi Nobel concedit a Werner Forssmann

Werner Forssmann (Berlín, Alemanya, 1904 - Schopfheim, 1979) fou un metge i professor universitari alemany guardonat amb el Premi Nobel de Medicina o Fisiologia l'any 1956.

## Biografia
Va néixer el 29 d'agost de 1904 a la ciutat de Berlín. Va estudiar medicina a la Universitat de Berlín, on es graduà el 1929, ampliant els seus estudis en anatomia i cirurgia.
Morí l'1 de juny de 1979 a la ciutat de Schopfheim, situada a l'estat alemany de Baden-Württemberg.

## Recerca científica
Forssmann està acreditat com el primer a utilitzar la tècnica del catèter en una intervenció quirúrgica al cor durant la seva estada a l'August Victoria Home d'Eberswalde. L'any 1929 realitzà una incisió a la seva vena antecubital introduint un catèter de 65 cm a l'aurícula dreta del seu propi cor. Posteriorment realitzà una radiografia mitjançant raigs X, demostrant així la presència del catèter dins el cor. Per aquesta intervenció tan arriscada, però, el feren fora de l'hospital.
Després de participar en la Segona Guerra Mundial i esdevenir presoner de guerra es dedicà, a partir de la dècada del 1950, a la urologia.
L'any 1956 li fou concedit, juntament amb el francès André Frédéric Cournand i el nord-americà Dickinson W. Richards, el Premi Nobel de Medicina o Fisiologia pel desenvolupament de l'ús del catèter cardíac.